# داني كاستيلو
داني كاستيلو (بالإنجليزية: Danny Castillo) هو فنان قتال مختلط أمريكي، ولد في 25 أغسطس 1979 في سان فرانسيسكو في الولايات المتحدة.

## وصلات خارجية
- داني كاستيلو على موقع يو إف سي (الإنجليزية)
- داني كاستيلو على موقع شيردوغ (الإنجليزية)
- داني كاستيلو على موقع Tapology.com (الإنجليزية)
- داني كاستيلو على موقع IMDb (الإنجليزية)